# Harry Stenqvist

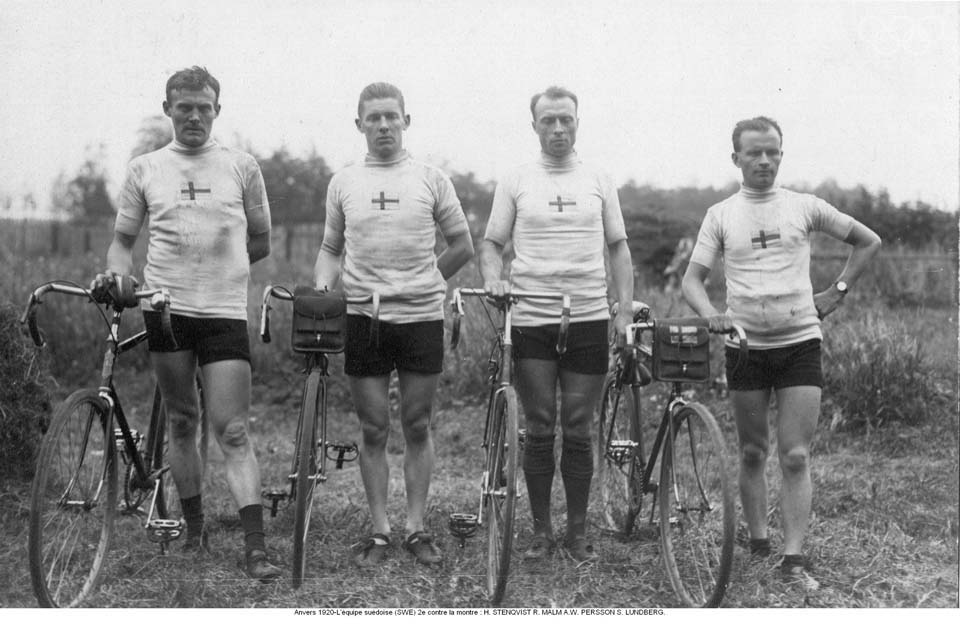
Das schwedische Team 1920, Stenqvist steht ganz links

Erik Harry Stenqvist (* 25. Dezember 1893 in Chicago, USA; † 9. Dezember 1968 in Örebro, Schweden) war ein schwedischer Radrennfahrer.
Stenqvist war 1912 und 1913 sowie 1915 schwedischer Mannschaftsmeister, 1915 zusätzlich Einzelmeister im Einzelzeitfahren. 1920 war er nochmals schwedischen Meister in dieser Disziplin. Stenqvist nahm 1920 an den Olympischen Sommerspielen 1920 in Antwerpen teil. Stenqvist gewann das 175 km lange Einzelzeitfahren, das mitten durch die Stadt ausgetragen wurde, in einer Zeit von 4 h 40 min 1 s vor dem Südafrikaner Henry Kaltenbrunn. In der Mannschaftswertung gewann Stenqvist gemeinsam mit Sigfrid Lundberg, Ragnar Malm und Axel Persson die Silbermedaille. Das Rennen fand unter abenteuerlichen Bedingungen statt, da die Strecke wiederholt Bahnstrecken kreuzte und Fahrer durch den Zugverkehr behindert wurden, Stenqvist gewann seine Goldmedaille trotz einer solchen Zwangspause von vier Minuten. 1920 siegte er im Skandisloppet, dem ältesten schwedischen Eintagesrennen.